# Trudy Botanicheskogo Muzeya. Travaux du Musee Botanique
Trudy Botanicheskogo Muzeya. Travaux du Musee Botanique (abreviado Trudy Bot. Muz.) fue una revista ilustrada y con descripciones botánicas que fue editada en San Petersburgo desde el año 1926 hasta 1932. Se publicaron los números 19 al 25 con el nombre de Trudy Botanicheskogo Muzeya. Travaux du Musee Botanique. Fue precedida por Trudy Botanicheskogo Muzeya Rossiiskoi Akademii Nauk y reemplazada por Trudy Bot. Inst. Akad. Nauk SSSR, Ser. 1, Fl. Sist. Vyss. Rast..